# III. třída okresu Rychnov nad Kněžnou 2005/2006
V utkáních III. třída okresu Rychnov nad Kněžnou 2005/2006, jedné ze skupin 9. nejvyšší fotbalové soutěže v Česku, se utkalo 12 týmů dvoukolovým systémem podzim – jaro. Tento ročník začal v srpnu 2005 a skončil v červnu 2006.
Postup do II. třídy okresu Rychnov nad Kněžnou 2006/2007 si zajistily první dva týmy FC Domašín a SK Dobré. Na sestupovém místě skončil Sokol Javornice, ale v soutěži zůstal, neboť IV. třídu okresu Rychnov nad Kněžnou vyhrál B tým Sokola Javornice.

## Konečná tabulka III. třídy okresu Rychnov nad Kněžnou 2005/06
| Poř. | Tým                                | Z  | V  | R | P  | VG | OG | B  |
| ---- | ---------------------------------- | -- | -- | - | -- | -- | -- | -- |
| 1.   | FC Domašín                         | 22 | 13 | 5 | 4  | 58 | 28 | 44 |
| 2.   | SK Dobré                           | 22 | 12 | 4 | 6  | 38 | 34 | 40 |
| 3.   | SK FC Labuť Rychnov nad Kněžnou    | 22 | 11 | 6 | 5  | 45 | 24 | 39 |
| 4.   | FC Roveň                           | 22 | 11 | 4 | 7  | 39 | 28 | 37 |
| 5.   | TJ Sokol Kostelecká Lhota          | 22 | 10 | 6 | 6  | 35 | 27 | 36 |
| 6.   | TJ Velešov Doudleby nad Orlicí „B“ | 22 | 8  | 4 | 10 | 35 | 39 | 28 |
| 7.   | TJ Dobruška „B“                    | 22 | 8  | 2 | 12 | 35 | 45 | 26 |
| 8.   | AFK Častolovice „B“ (N)            | 22 | 8  | 1 | 13 | 35 | 49 | 25 |
| 9.   | TK Čermná nad Orlicí               | 22 | 6  | 6 | 10 | 28 | 39 | 24 |
| 10.  | TJ Sokol Slatina nad Zdobnicí (S)  | 22 | 6  | 6 | 10 | 31 | 43 | 24 |
| 11.  | FK Náchod-Deštné „C“               | 22 | 6  | 5 | 11 | 30 | 35 | 23 |
| 12.  | TJ Sokol Javornice (S)             | 22 | 6  | 5 | 11 | 36 | 54 | 23 |

Poznámky:
- Z = Odehrané zápasy; V = Vítězství; R = Remízy; P = Prohry; VG = Vstřelené góly; OG = Obdržené góly; B = Body; (S) = Mužstvo sestoupivší z vyšší soutěže; (N) = Mužstvo postoupivší z nižší soutěže (nováček)

|  | Postup do II. třídy okresu Rychnov nad Kněžnou 2006/2007 |
|  | Sestup do IV. třídy okresu Rychnov nad Kněžnou 2006/2007 |